# Live Shit: Binge and Purge
Pour les articles homonymes, voir Shit.
Albums de Metallica
Metallica
(1991) Load
(1996)
Live Shit: Binge and Purge (parfois écrit Live Sh*t: Binge & Purge) est un coffret d'enregistrements live du groupe de thrash metal Metallica, sorti en 1993, contenant à l'origine trois CD et trois cassettes VHS. Il s'agit pour le groupe de la première publication officielle d'enregistrements en public.
Une nouvelle édition est sortie en 2002 avec deux DVD des concerts de San Diego pendant la tournée Wherever We May Roam Tour, et à Seattle, durant le Damage Justice Tour, ainsi que les trois CD du concert de Mexico. La version DVD contient aussi un fond d'écran, la réplique d'un pass d'accès au « Snake pit » et un pochoir permettant de dessiner le logo « Scary Guy ».

## Liste des chansons
Toutes les chansons sont écrites par James Hetfield et Lars Ulrich, sauf indication contraire.

### Mexico
Enregistré au « Sports Palace », à Mexico, les 25, 26, 27 février et 1 et 2 mars 1993.

#### Disque n°1
1. Enter Sandman (Kirk Hammett, Hetfield, Ulrich) – 7:27
2. Creeping Death (Hammett, Hetfield, Cliff Burton, Ulrich) – 7:28
3. Harvester of Sorrow – 7:18
4. Welcome Home (Sanitarium) (Hammett, Hetfield, Ulrich) – 6:39
5. Sad but True – 6:07
6. Of Wolf and Man (Hammett, Hetfield, Ulrich) – 6:22
7. The Unforgiven (Hammett, Hetfield, Ulrich) – 6:48
8. Justice Medley – 9:38
  - Eye of the Beholder – 7:24
  - Blackened (Hetfield, Jason Newsted, Ulrich)
  - The Frayed Ends of Sanity (Hammett, Hetfield, Ulrich)
  - ...And Justice for All (Hammett, Hetfield, Burton)
  - Blackened (Hetfield, Newsted, Ulrich)
9. Solos (Basse / Guitares) (Hammett, Newsted) – 18:48

#### Disque n°2
1. Through the Never (Hammett, Hetfield, Ulrich) – 3:46
2. For Whom the Bell Tolls (Hetfield, Burton, Ulrich) – 5:48
3. Fade to Black (Hammett, Hetfield, Burton, Ulrich) – 7:12
4. Master of Puppets (Hammett, Hetfield, Burton, Ulrich) – 4:35
5. Seek and Destroy – 18:08
6. Whiplash – 5:33

#### Disque n°3
1. Nothing Else Matters – 6:21
2. Wherever I May Roam – 6:32
3. Am I Evil? (Sean Harris, Brian Tatler) – 5:41
4. Last Caress (Glenn Danzig) – 1:24
5. One – 10:27
6. So What? (Anti-Nowhere League) / Battery (Hetfield, Ulrich) – 10:04
7. The Four Horsemen (Dave Mustaine, Hetfield, Ulrich) – 6:07
8. Motorbreath (Hetfield) – 3:14
9. Stone Cold Crazy (Queen) – 5:33

### San Diego
Enregistré au « Sports Arena », à San Diego, les 13 et 14 janvier 1992.

#### VHS n°1 / DVD n°1
1. The Ecstasy of Gold (Ennio Morricone)
2. Enter Sandman
3. Creeping Death
4. Harvester of Sorrow
5. Welcome Home (Sanitarium)
6. Sad But True
7. Wherever I May Roam
8. Solos (Basse/Guitares)
9. Through the Never
10. The Unforgiven
11. Justice Medley
  - Eye of the Beholder
  - Blackened
  - The Frayed Ends of Sanity
  - ...And Justice for All
12. Guitar Solo
13. Drum Solo

#### VHS n°2/DVD n°2
1. The Four Horsemen
2. For Whom The Bell Tolls
3. Fade to Black
4. Whiplash
5. Master of Puppets
6. Seek and Destroy
7. One
8. Last Caress
9. Am I Evil?
10. Battery
11. Stone Cold Crazy

### Seattle
Enregistré au « Seattle Coliseum », à Seattle, le 29 et 30 août 1989, avec The Cult en première partie.

#### VHS n°3/DVD n°2
1. The Ecstasy of Gold / Blackened
2. For Whom the Bell Tolls
3. Welcome Home (Sanitarium)
4. Harvester of Sorrow
5. The Four Horsemen
6. The Thing That Should Not Be
7. Solos (Basse / Guitares)
8. Master of Puppets
9. Fade to Black
10. Seek and Destroy
11. ...And Justice for All
12. One
13. Creeping Death
14. Guitar Solo
15. Battery
16. The Frayed Ends of Sanity
17. Last Caress / Am I Evil?
18. Whiplash
19. Breadfan

## Artistes
- James Hetfield – Guitare rythmique, voix, chœurs sur Seek and Destroy à San Diego
- Lars Ulrich – Batterie
- Kirk Hammett – Guitare solo, chœurs
- Jason Newsted – Basse, chœurs, voix sur Seek and Destroy et Whiplash à San Diego